# بانوی سرخ‌پوش (فیلم ۱۹۷۹)
بانوی سرخ‌پوش (انگلیسی: The Lady in Red) فیلمی در ژانر درام و جنایی به کارگردانی لوئیس تیگ است که در سال ۱۹۷۹ منتشر شد.

## بازیگران
- پاملا سو مارتن
- رابرت کونراد
- لوئیز فلچر
- کریستوفر لوید
- دیک میلر
- رابرت فورستر